# داروند (سرپل‌ذهاب)
داروند (سرپل‌ذهاب )، روستایی از توابع بخش مرکزی شهرستان سرپل ذهاب در استان کرمانشاه ایران است.

## جمعیت
این روستا در دهستان بشیوه پاتاق قرار دارد و براساس سرشماری مرکز آمار ایران در سال ۱۳۸۵، جمعیت آن ۱۶۴ نفر (۳۷خانوار) بوده‌است.